# Punta Toro
Punta Toro är en udde i Chile.   Den ligger i regionen Región de Valparaíso, i den södra delen av landet, 110 km väster om huvudstaden Santiago de Chile.
Terrängen inåt land är platt. Havet är nära Punta Toro åt nordväst. Runt Punta Toro är det glesbefolkat, med 13 invånare per kvadratkilometer.. 
Trakten runt Punta Toro består i huvudsak av gräsmarker.